# 賴國安
賴國安（ライ‧グゥオアン，1969年10月16日－）は、台湾の映画‧CM‧ミュージックビデオ監督、脚本家。代表作に映画『上岸的魚』がある。

## 略歴
台湾台中市出身。CM、ミュージックビデオなどの作品は百本を超える。
2017年、トロント国際映画祭にて、デビューの映画作品『上岸的魚』の公式上映が行われた。
この作品はブラジルのサンパウロ国際映画祭の「国際長編コンペティション」やスペインのサン・セバスティアン国際映画祭の「新人監督コンペティション」にノミネートされた。『上岸的魚』はサン・セバスティアン国際映画祭が成立して38年以来初入選の台湾映画である。

### 職歴
- 阿榮片場撮影アシスタント

- 十月影視カメラマン‧美術監督
- 年代GoGoTVディレクター
- 春暉電影台ディレクター
- 映画《只要為你活一天》撮影チーム
- 映画《傲空神鷹》撮影チーム
- 映画《三十而立》美術監督
- ショートフィルム《女人、性、尺寸》カメラマン

## 作品

### 自作映画
- 《上岸的魚》(2016)

- 《遊戲人間》(2021)

### ドラマ
- 客家電視台《落日》B組監督

### 脚本
- 《鴿子》文化部99年優良映画脚本賞受賞
- 《後花園》（《上岸的魚》原稿）文化部103年優良ドラマ脚本賞受賞

### CM
- 中国信託銀行
- 中国国際航空
- トヨタ自動車
- フォード‧モーター自動車
- マツダ自動車
- 日産自動車
- LUXウォッシュ
- ヤマハバイク
- 光陽バイク
- 東元エアコン